# Код 8 (фільм, 2016)
Код 8 — американсько-канадський короткометражний науково-фантастичний бойовик режисера Джеффа Чена, написаний у співавторстві з Ченом і Крісом Паре.

## Про фільм
У невизначеному майбутньому 4 % населення Землі розвинуть особливі здібності. Але до них ставляться як до ізгоїв і через обставини вони змушені жити в бідності. Термін «особливий» став принизливим, й ті, хто має здібності, погано ставляться до тих, хто їх не має.
У Лінкольн-Сіті Коннор Рід — молодий чоловік із особливими здібностями — намагається знайти роботу поденним робітником. Після суперечки про те, що йому та другу Фредді не виплачують зарплату після завершення роботи, Коннор опиняється в протистоянні з поліцейським Алексом Парком і багатьма автономними роботами-дронами, які підтримують офіцера.

## Знімались
| Актор        | Роль         |
| ------------ | ------------ |
| Стівен Амелл | G109         |
| Роббі Амелл  | Стівен Рід   |
| Санґ Канґ    | Поліцейський |
| Чад Донелла  | Діксон       |
| Аарон Абрамс | Фредді Берко |